# هتل سوبیس
هتل سوبیس (به فرانسوی: Hôtel de Soubise) در سده هجده میلادی که برای دوستان لویی پانزدهم پرنس شارل اهل روهان و پرنسس اش در پاریس ساخته شد. معمار آن ژرمن بوفران بود. بنای آن به سبک روکوکو است و امروزه از بنای این هتل برای موزه اسناد ملی فرانسه استفاده می‌شود.